# Pina (folyó)
A Pina (Піна) folyó Fehéroroszország déli részén, a Poleszje mocsárvidékén a Breszti területen. Hossza 40 km, vízgyűjtő területe 2460 km², közepes vízhozama 8,6 m³/s.
A Pina a Pripjaty bal oldali mellékága. A Drohicsini járás déli részének mocsaraiból ered az ukrán–belarusz határon. Keleti irányban folyik át az Ivanavai járáson és Pinszknél ömlik a Pripjatyba. Egy mellékága a Jaszeldába ömlik. Az orosz geográfusok egy része a Pripjaty fő forráságának tekinti. A Dnyeper–Bug-csatorna és vízi út részét képezi. A folyóhoz számos csatorna (Zsirovszkij, Zubrovszkij, Belozerszkij kanal) csatlakozik, melyek fontos szerepet töltenek be a mocsarak meliorációjában.

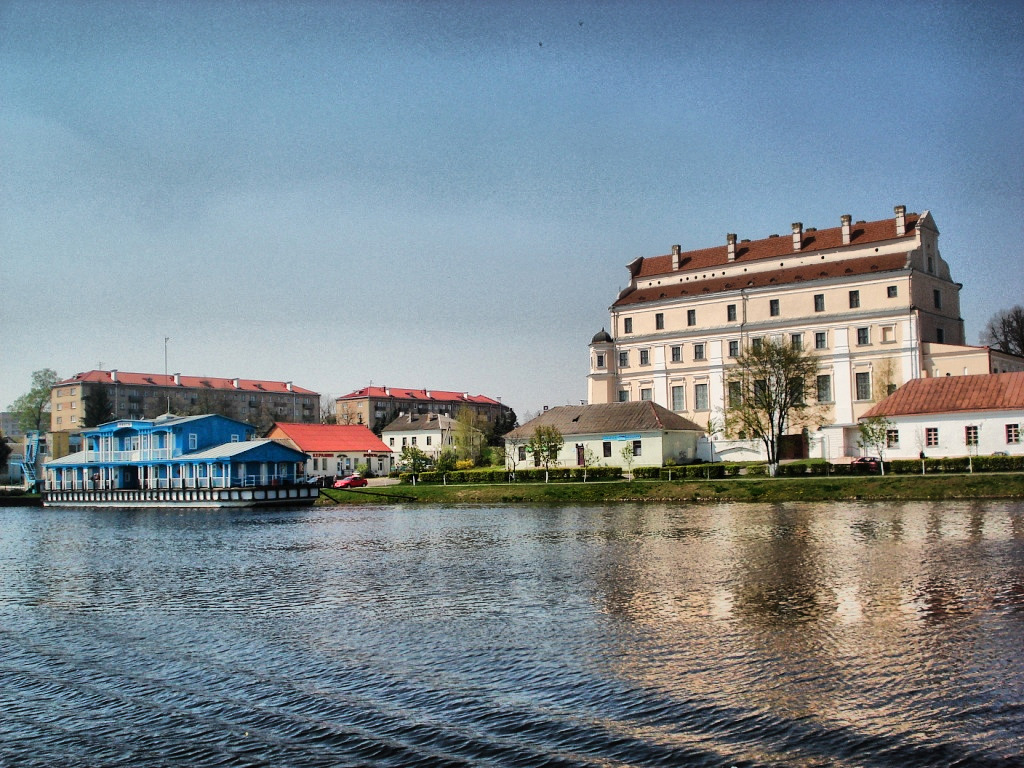
A Pina-folyó Pinszknél
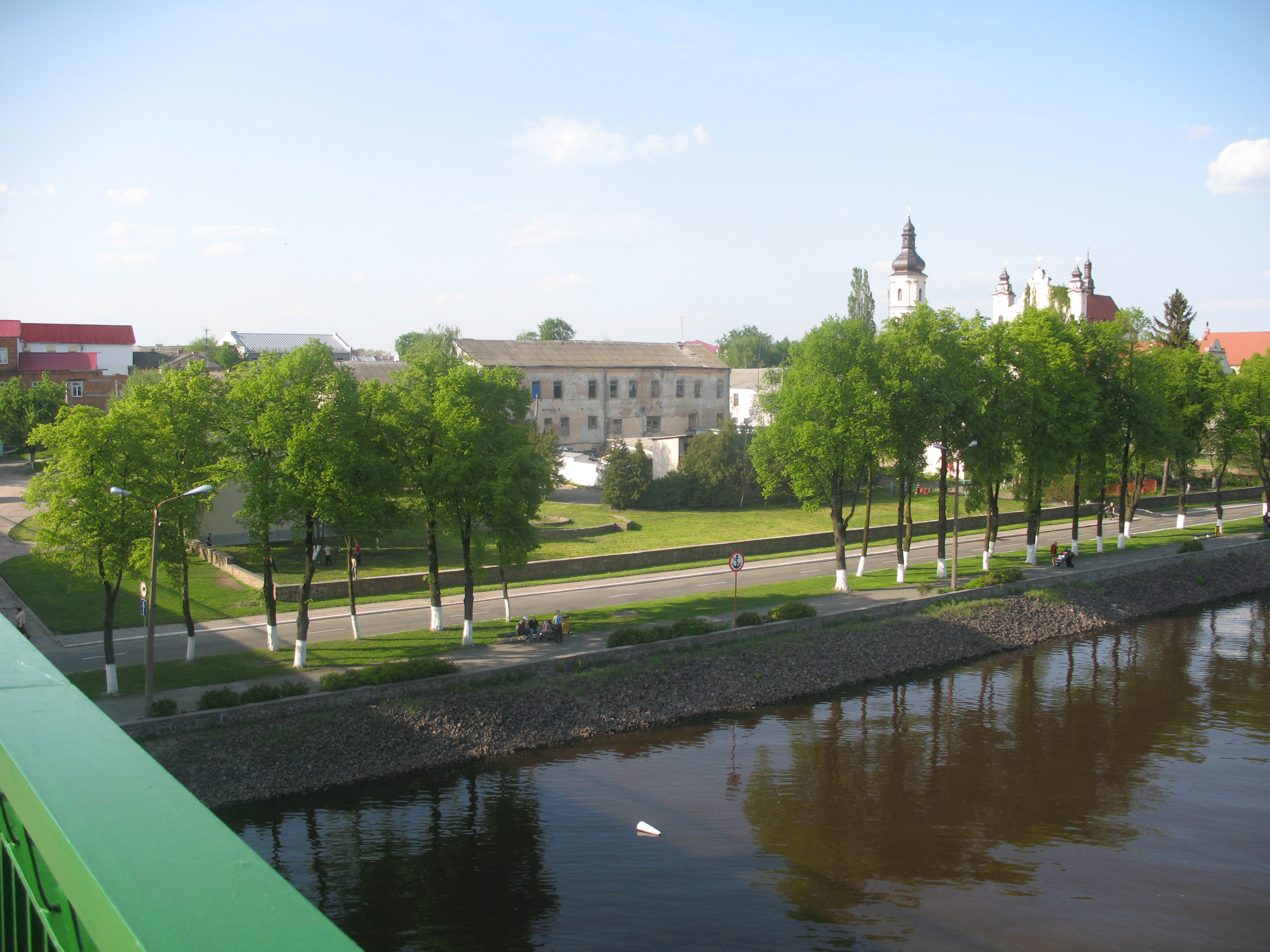
Pinszk látképe a folyó hídjáról

## Külső hivatkozások
- Képek a Pina folyóról